# Andriej Czesnokow
Andriej Eduardowicz Czesnokow, ros. Андрей Эдуардович Чесноков (ur. 2 lutego 1966 w Moskwie) – rosyjski tenisista, reprezentant ZSRR, Wspólnoty Niepodległych Państw i Rosji w Pucharze Davisa, klasyfikowany w czołowej dziesiątce rankingu światowego gry pojedynczej.
W listopadzie 2005 roku w czasie pobytu w Dniepropetrowsku został ciężko postrzelony.

## Kariera tenisowa
Jako zawodowy tenisista Czesnokow występował w latach 1985–1999.
W grze pojedynczej wygrał 7 turniejów rangi ATP World Tour oraz osiągnął 8 finałów. W 1989 roku dotarł do półfinału wielkoszlemowego French Open, co jest jego najlepszym wynikiem w zawodach tej kategorii. Odpadł po porażce z Michaelem Changiem.
W latach 1983–1997 występował w zespołach narodowych w Pucharze Davisa; ze względu na przemiany polityczne miał okazję bronić barw najpierw ZSRR, potem WNP, wreszcie Rosji. Wygrał 28 pojedynków, przegrał 18. Był jednym z bohaterów ekipy rosyjskiej w 1995 roku, kiedy Rosja wywalczyła drugi z rzędu awans do finału Pucharu Davisa. Czesnokow wygrał m.in. decydujący, piąty mecz w półfinale z Niemcami, pokonując Michaela Sticha w pięciu setach. W finale z USA przegrał w meczu otwarcia z Pete’em Samprasem, ale zmusił ówczesnego lidera światowego tenisa do wysiłku, że ten po pięciosetowym pojedynku nie był w stanie opuścić kortu o własnych siłach. Ostatecznie Rosja przegrała finał 2:3 (Czesnokow zdobył punkt, pokonując Jima Couriera).
Czesnokow uczestniczył na igrzyskach olimpijskich w Barcelonie w 1992 roku, gdzie przegrał w II rundzie z Renzo Furlanem.
W rankingu gry pojedynczej Czesnokow najwyżej był na 9. miejscu (8 kwietnia 1991), a w klasyfikacji gry podwójnej na 342. pozycji (12 października 1992).

### Finały w turniejach ATP World Tour
| Nazwa                        |
| ---------------------------- |
| Wielki Szlem                 |
| Igrzyska olimpijskie         |
| ATP Tour World Championships |
| ATP Super 9                  |
| ATP Championship Series      |
| ATP World Series             |

#### Gra pojedyncza (7–8)
| Końcowy wynik | Nr | Data                 | Turniej       | Nawierzchnia  | Przeciwnik            | Wynik finału             |
| ------------- | -- | -------------------- | ------------- | ------------- | --------------------- | ------------------------ |
| Zwycięzca     | 1. | 25 maja 1987         | Florencja     | Ceglana       | Alessandro de Minicis | 6:1, 6:3                 |
| Finalista     | 1. | 3 stycznia 1988      | Wellington    | Twarda        | Ramesh Krishnan       | 7:6, 0:6, 4:6, 3:6       |
| Finalista     | 2. | 11 stycznia 1988     | Sydney        | Trawiasta     | John Fitzgerald       | 3:6, 4:6                 |
| Zwycięzca     | 2. | 13 marca 1988        | Orlando       | Twarda        | Miloslav Mečíř        | 7:6, 6:1                 |
| Finalista     | 3. | 16 października 1988 | Tuluza        | Twarda (hala) | Jimmy Connors         | 2:6, 0:6                 |
| Zwycięzca     | 3. | 23 kwietnia 1989     | Nicea         | Ceglana       | Jérôme Potier         | 6:4, 6:4                 |
| Zwycięzca     | 4. | 7 maja 1989          | Monachium     | Ceglana       | Martin Střelba        | 5:7, 7:6(6), 6:2         |
| Finalista     | 4. | 14 stycznia 1990     | Auckland      | Twarda        | Scott Davis           | 6:4, 3:6, 3:6            |
| Zwycięzca     | 5. | 29 kwietnia 1990     | Monte Carlo   | Ceglana       | Thomas Muster         | 7:5, 6:3, 6:3            |
| Finalista     | 5. | 21 maja 1990         | Rzym          | Ceglana       | Thomas Muster         | 1:6, 3:6, 1:6            |
| Zwycięzca     | 6. | 14 października 1990 | Tel Awiw-Jafa | Twarda        | Amos Mansdorf         | 6:4, 6:3                 |
| Zwycięzca     | 7. | 28 lipca 1991        | Montreal      | Twarda        | Petr Korda            | 3:6, 6:4, 6:3            |
| Finalista     | 6. | 16 marca 1992        | Indian Wells  | Twarda        | Michael Chang         | 3:6, 4:6, 5:7            |
| Finalista     | 7. | 10 maja 1993         | Hamburg       | Ceglana       | Michael Stich         | 3:6, 7:6(1), 6:7(7), 4:6 |
| Finalista     | 8. | 8 sierpnia 1993      | Praga         | Ceglana       | Sergi Bruguera        | 5:7, 4:6                 |